# オルレアン
オルレアン（仏: Orléans、[ɔʁleɑ̃] ( 音声ファイル)）、フランス中部に位置する都市で、サントル＝ヴァル・ド・ロワール地域圏の首府、ロワレ県の県庁所在地である。パリの約130キロメートル南西に位置する。

## 地理

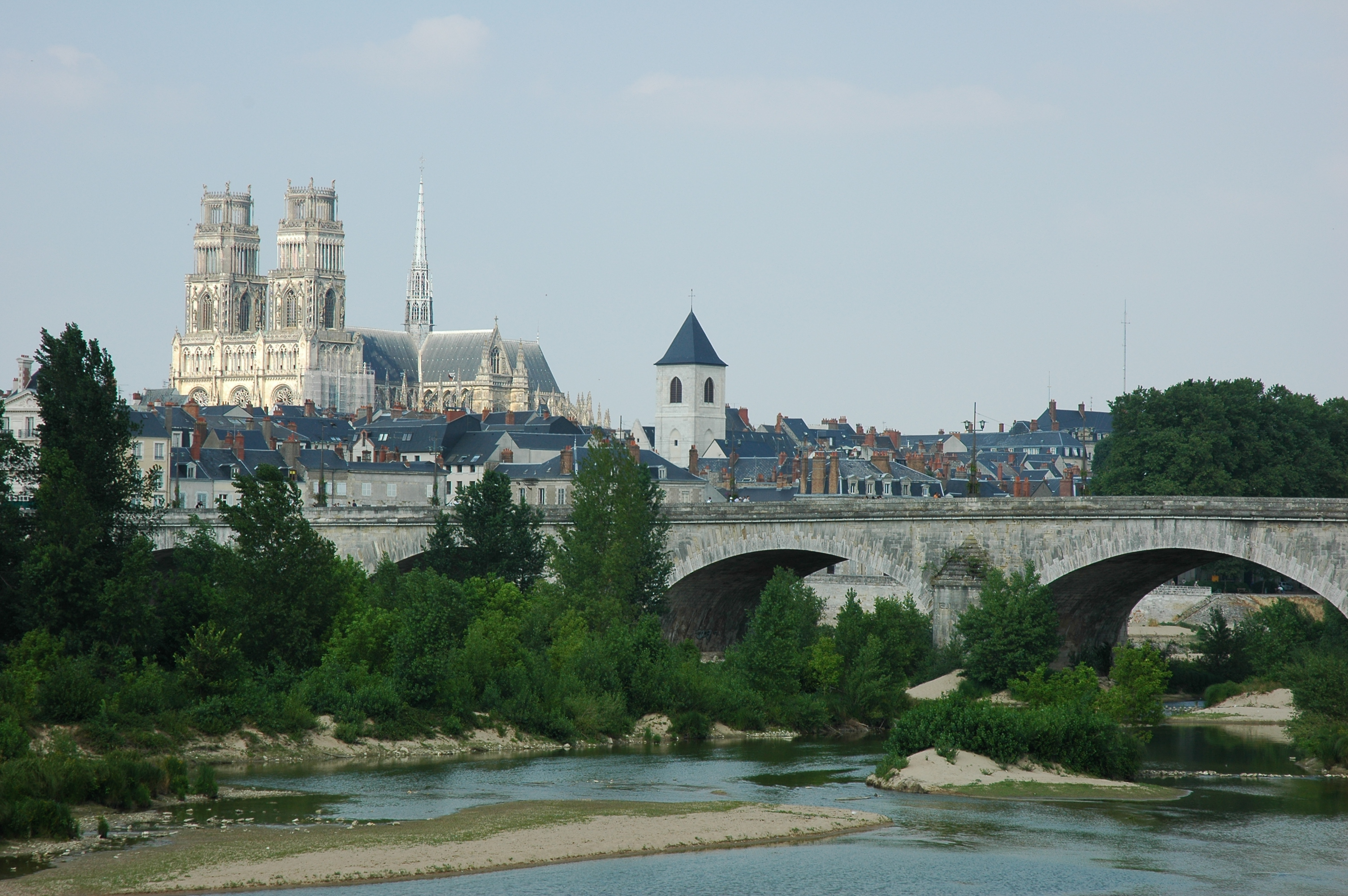
ジョルジュ・サンク橋とオルレアン大聖堂

オルレアンは、東から西へ流れるロワール川が北方へ屈曲した地にある。オルレアンは、シュリー＝シュル＝ロワールとシャロンヌ＝シュル＝ロワールの間に広がる、UNESCO世界遺産に2000年に登録されたロワール渓谷に属する。北方にはオルレアンの森があり、南はソローニュ地方となる。
オルレアンでは、5本の橋が川に架かっている:
- ヨーロッパ橋（Pont de l'Europe）
- マレシャル・ジョフル橋（Pont du Maréchal Joffre、別名ポンヌフ橋）
- ジョルジュ・サンク橋（Pont George-V、別名ロワイヤル橋）
- ルネ＝ティナ橋（Pont René-Thinat）
- ヴィエルゾン橋（Pont de Vierzon、鉄道橋）

ロワール川の南（左岸）は小さな丘であり（102メートル地点にジョルジュV橋、110メートル地点にはマルトロワ広場）、125メートル地点は郊外のコミューンであるフルーリー＝レゾブレの境界であるラ・クロワ・フルーリーがある。
反対に、川の北（右岸）はおよそ海抜95メートルの緩やかな窪地となっている。
1960年代終わりに、オルレアンの南12キロメートルにオルレアン＝ラ＝スルス地区が創設された。この地区はヴァル・ドルレアンとロワレ川によってオルレアン市から離された。この地区の標高はおよそ100メートルから110メートルである。
オルレアンは自動車道が交差する地点である。パリ＝ボルドー間をつなぐA10が市郊外と接し、A71が市境界の外側から始まり、クレルモン＝フェランを経由して地中海へ向かう（クレルモン＝フェランからはA75となる）。

### ロワール川の航行

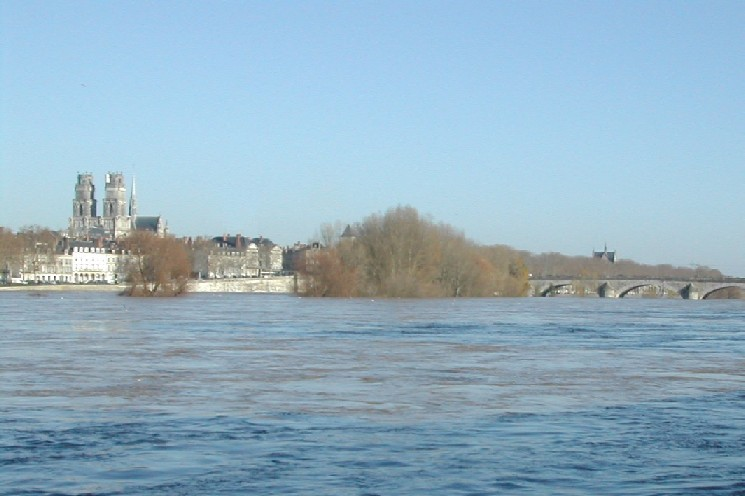
オルレアンでロワール左岸をのぞむ

オルレアンでは、ロワール川は浸水した堤防ドゥイ（dhuis、北のグラン・ロワールへ沈む）に隔てられて、南のプチ・ロワールへもはや航行できない。この堤防は、以前ロワール川が航行できる状態のままだった頃に建設された広範囲な構成の一部である。ロワール川は昔、重要な航行及び通商路だったが、今は大型船がおよそナントの河口までを航行するだけである。
川に浮かぶボートは伝統的に平底のもので、大きいが折りたたみできる帆を持ち、川岸から吹く風を受けて動いた。しかしそのボートは橋の下を通過することが許されるのみである。今もロワイヤル橋近くで観光客用に見られる。
川の不規則な流れは、交通を強力に制限した（特に上流へ向かうこと）。
外輪船が市役所によって所有され、2007年8月にお目見えした（中にはバーがある）。
この2年間、ロワール・フェスティヴァルはオルレアン史を担った川の役割を思い起こさせてくれる。
市中心部近くの川北岸において合流するオルレアン運河は、モンタルジ（オルレアンの70キロメートル東）で再び川と合流する。運河はもはやその全体は使用されていない。オルレアン内での運河は川に対して平行で、壁か低い石垣（muret）によって川と隔てられている（先端へ向け遊歩道が沿っている）。残った運河池（en:Canal pound）は1960年代に屋外プールに変えられ、埋め立てられた。2007年に再度、ロワール祭のために運河池が復活し、プレジャー・ボートが備え付けられている。

## 歴史

### ローマ以前
ケナブム（Cenabum）はガリアの要塞で、ドルイド僧が毎年集会を開くカルヌテス族の主要な町の1つであった。紀元前52年、ユリウス・カエサルによって町は征服・破壊され、ローマ帝国の元で再建された。ローマ皇帝アウレリアヌスはこの町を再建し、アウレリアーヌムすなわちアウレリアヌスの都市 Aurelianum,英語では "city of Aurelian"（フランス語でcité d'Aurélienスィテ・ドーレリャン）と名付けた。これが変化してオルレアンとなった。
408年、アラン人がヴァンダル族とともにロワール川を越えた。451年、アッティラがガリアを侵略したとき、族長ゴールに従っていたアラン人の一団は、サンギバンの指揮のもとアエティウスの率いるローマ軍に味方してカタラウヌムの戦いでアッティラをうち破った。アラン人たちはオルレアンやロワール流域に定着したが、野蛮であり（町の司政官らが支払いに遅れたか、または支払いがわずかだったと感じると、殺害した）、地元住民らに恨みを買った。現在も、市内100箇所にアラン人の存在を証明する地名が存在する。アラヌ（Allaines）、アランヴィル（Allainville）などである。

### 中世初期
メロヴィング朝時代、市はクローヴィス1世の王国分割に伴って生まれたオルレアン王国の首都であった。カペー朝の元では王家の占有財産としてオルレアン伯、次いでオルレアン公領の首都となった。ヴァロワ家の分枝であるヴァロワ＝オルレアン家からはルイ12世、ついでフランソワ1世がフランス王位を継承している。ランスで聖別を行うのが常であったフランス君主が、オルレアンで聖別を行った希な例がある。1108年、ルイ6世はオルレアン大聖堂でサンス大司教ダンベールによって聖別を受けた。

### 中世

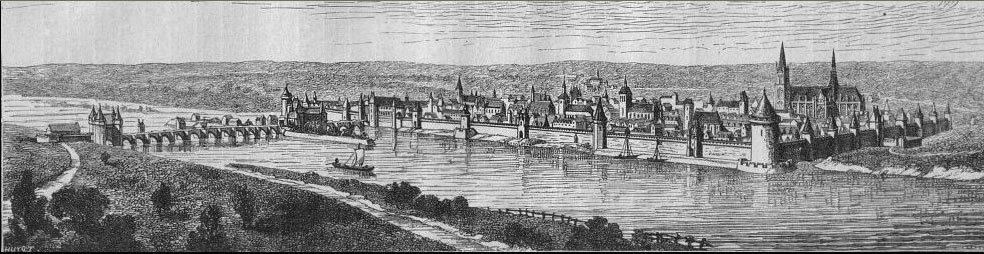
1428年9月のオルレアン。オルレアン包囲戦の最中である

オルレアンは常にロワール流域の戦略的要所であった。川が最も北側に曲がる地点で、パリに近接していたからである。ロワール川は危険な川であり、橋はわずかしかなかった。そのひとつがあったため、オルレアンはパリ、ルーアンとともに中世フランスでもっとも豊かな都市となった。
南岸にあるトゥーレル要塞は、敵が橋に近づくのを防いでいた。この場所は、1429年5月8日にオルレアン包囲戦の際、王家の将軍ジャン・ド・デュノワとフロラン・イリエールの助けを得てジャンヌ・ダルクがオルレアンに入り、この町を解放した場所である。オルレアン市民はジャンヌ・ダルクを『オルレアンの乙女』（"la pucelle d'Orléans"）と呼び、市内に中程度の家を提供した。市民はジャンヌが捕らえられた時には身代金を寄付している（この身代金はフランス王シャルル7世が没収したため、ジャンヌは釈放されなかった）。オルレアン市民は今日までジャンヌ・ダルクに対し誠意と謝意を持ち続けている。

### 1453年から1699年
百年戦争が終わると、オルレアンはかつての繁栄を取り戻した。商人が市を出入りすることから、橋は市に使用料と税金をもたらした。ルイ11世はオルレアン周辺地域の農業を活性化し（特にボース周辺のことのほか肥沃な土地）、ピティヴィエでサフラン栽培を軌道に乗せて、オルレアンの繁栄に多大な貢献をした。後のルネサンス時代、ロワール渓谷沿いを旅する裕福な大邸宅主のために流行の先端を行く地となったことで、利益を得た（この流行を創り出したのは王自身で、近隣の王領であるシャンボール、アンボワーズ、ブロワ、シュノンソー城も含まれた）。
オルレアン大学も、市の地位を高めるのに貢献した。法学が専門であり、ヨーロッパ諸国中でも高く評価されていた。ジャン・カルヴァンはオルレアン大学で教育を受け、大学に便宜をはかってもらっていた（大学で自身の宗教改革著作の一部を執筆した）。イングランド王ヘンリー8世（ローマと断絶することによって、カルヴァンの著作に影響を与えた）は、返礼として大学に奨学金資金を申し出た。また、多くのプロテスタントらがオルレアンに身を潜めていた。筆名モリエールで有名なジャン＝バティスト・ポケランもオルレアン大学で法学を学んだが、大学規則に反しカーニヴァルに参加したために放逐された。
1560年12月13日から1561年1月31日にかけ、オルレアンで三部会が開かれた。これは当時のフランス王フランソワ2世がオルレアンのオテル・グロスロで1560年12月5日に死んだためで、当時そばには王妃メアリー・ステュワートがいた。

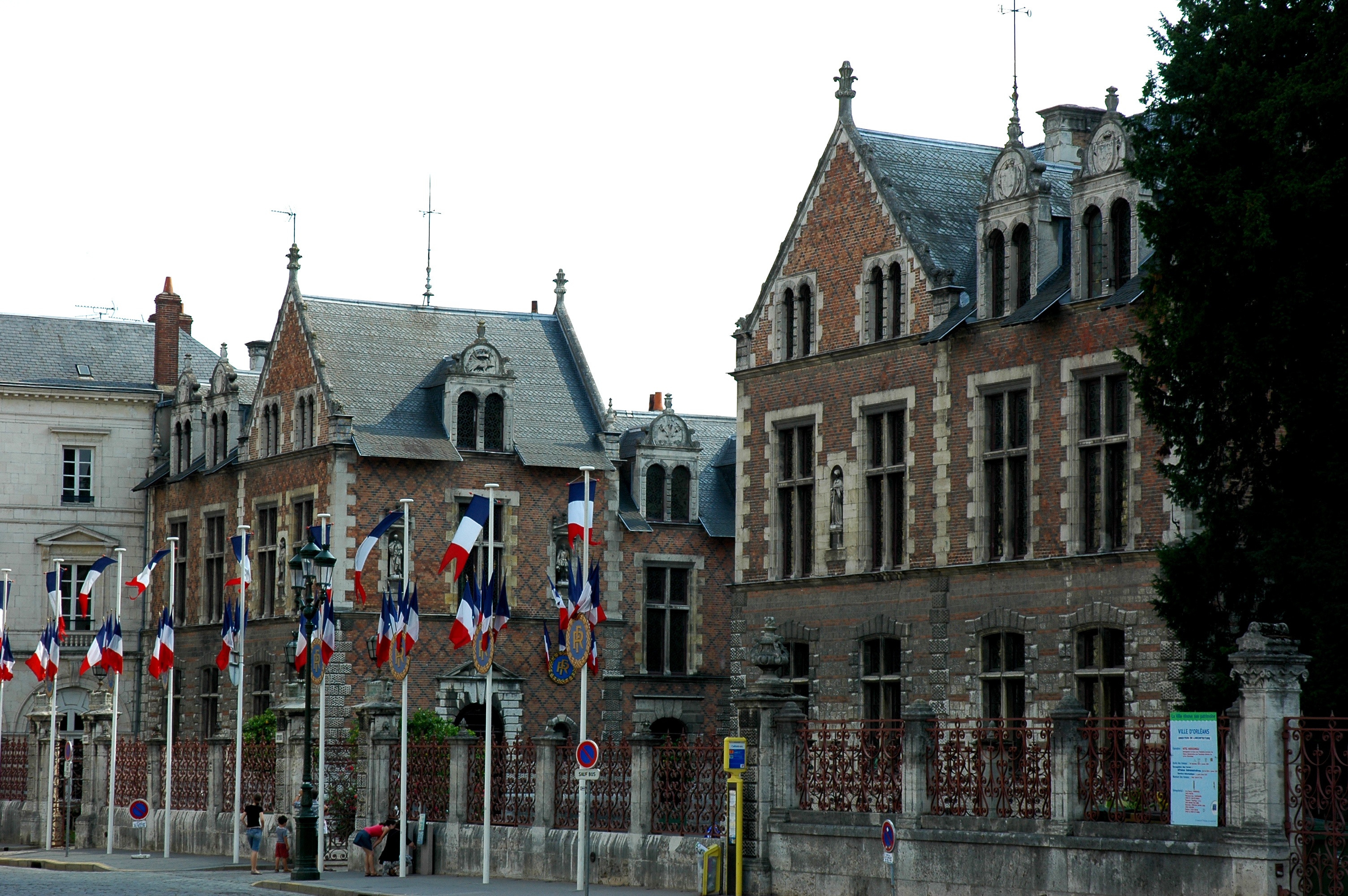
フランソワ2世が薨去したオテル・グロスロ

オルレアン大聖堂は数回再建されている。現在の建物は、アンリ4世が最初の石を据えたもので、19世紀に完成した。ゴシック様式とネオゴシック様式の混合であり、フランスで最後に建てられた大聖堂の1つである。

### 1700年-1900年
フランスが北アメリカを植民地化した時代、征服した領土は広大で、ミシシッピ川（最初のヨーロッパ名は、コルベール川といった）流域全体、カナダとの国境地帯にあったその源流から河口までを含んでいた。中心地は、ルイ15世の摂政であったオルレアン公フィリップ2世にちなみ、「ラ・ヌーヴェル-オルレアン」（ニューオーリンズ。仏: La Nouvelle-Orléans、フランス語発音: [lanuvɛlɔrleɑ̃] ラヌヴェロルレアン）と名付けられた。ヌーヴェル・オルレアンには、北東からのイギリス軍の脅威に対抗し、8000人のフランス人とケイジャン人が移住した。
代々のオルレアン公は、王の兄弟やいとこであり、宮廷で要職に就いたため、領地へ出向くことは難しく、所領内の都市を訪問することは希であった。公式にはオルレアン公の居城はブロワ城であった。オルレアン公国は、アルパジョン、シャルトル、ヴァンドーム、ブロワ、ヴィエルゾン、モンタルジなどを含み、フランスの諸公国の中でも最大のものであった。公爵の法定推定相続人は、シャルトル公の称号を名乗った。偉大な諸家からの相続と結婚による同盟により、オルレアン公は資産を蓄積していった。フランス革命で処刑されたオルレアン公ルイ・フィリップ2世（フィリップ・エガリテ）は、当時世界一の富豪とされたこともあった。彼の嫡男で後の七月王政（1830年 - 1848年）でフランス王となったルイ・フィリップは、パンティエーヴル公家出身の母ルイーズ・マリー・パンティエーヴル（マドモワゼル・ド・パンティエーヴル、エガリテ未亡人）の資産と、断絶したコンデ公家の資産とを相続した。
1852年、パリ＝オルレアン鉄道会社ができ、有名なオルセー駅がパリにできた。1870年の普仏戦争では、その地理条件のために再度戦略の要所となり、10月13日からプロイセン軍がオルレアンを占領した。ロワール軍が将軍ルイ・ドルル・ド・パラディヌのもと結成され、オルレアンから遠くないボース地方を本拠地とした。

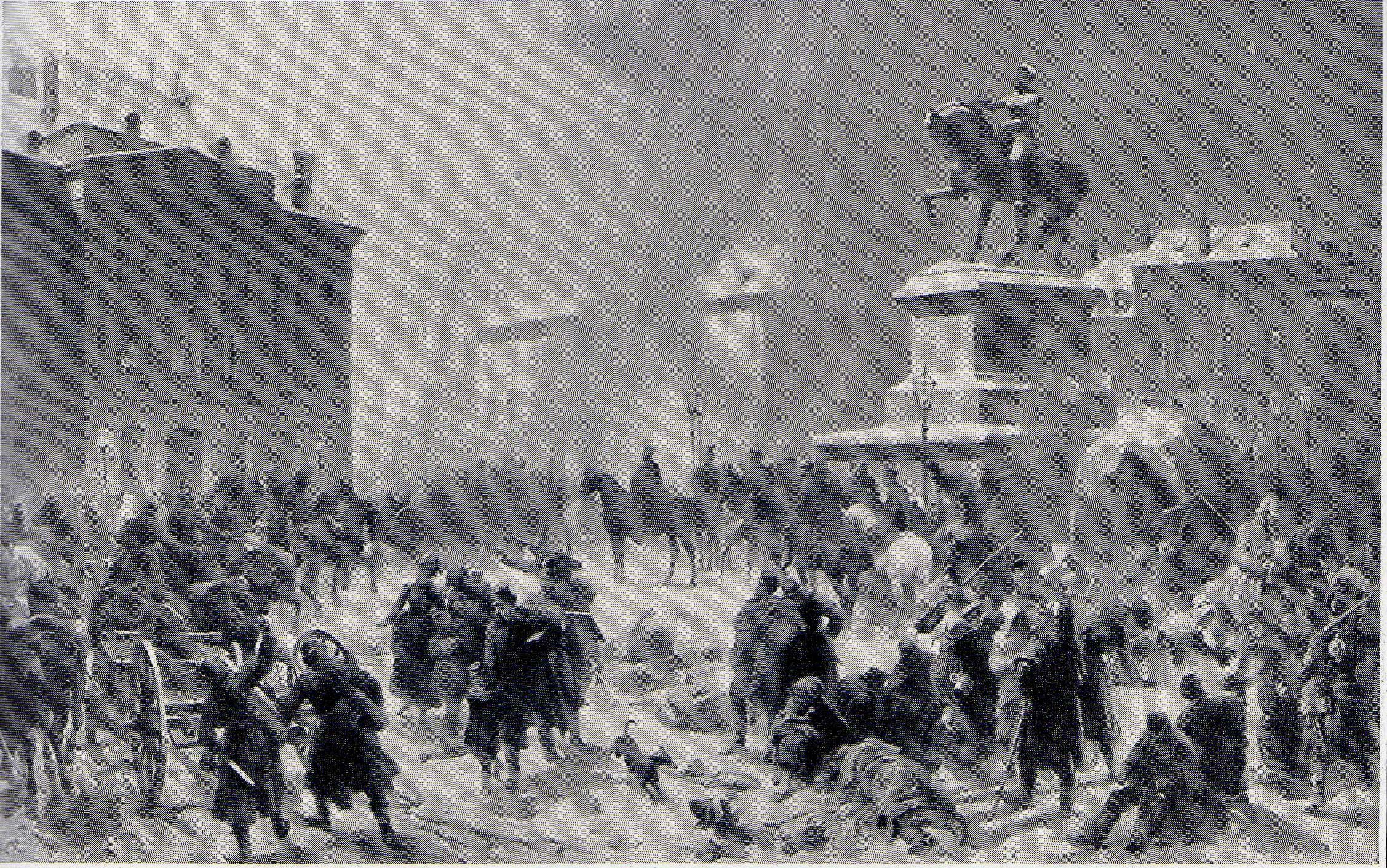
プロイセン軍のオルレアン入城

### 1900年から現在
第二次世界大戦中、ナチスはオルレアン＝フルーリー＝レ＝オブレ駅を自分たちの物流運搬上のハブ駅とした。ジョルジュV橋は、トゥーレル橋に改名された。抑留者のための運送キャンプが、近くの村ボーヌ＝ラ＝ロランドに建てられた。解放に向け、アメリカ空軍はオルレアン市街と鉄道駅に激しい空爆をおこない、甚大な被害を与えた。市は、戦後最初に再建された都市の一つとなった。再建計画と都市改良はジャン・ケリゼル、ジャン・ロイエルによって着手され、1943年に案が採用され1945年には工事が始まった。
かつては大都市であったが、現在は250,000人の住民を持つ平均的な都市である。1時間かからずにフランスの首都へ行けるという戦略上の重要性は、輸送コストを減らすという形でビジネスを惹きつけている。

## 区

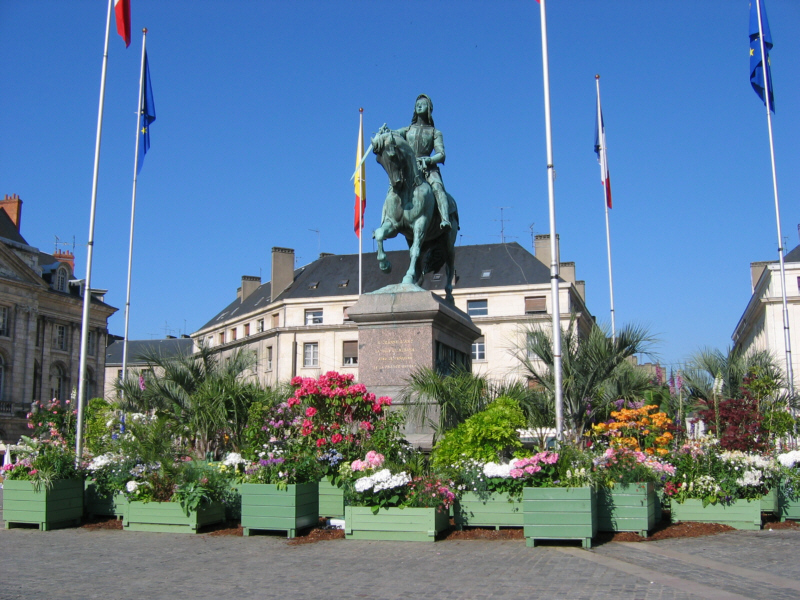
マルトロワ広場

- ブルゴーニュ（Bourgogne） - 中心部
- カルム（Carmes）、バニエ（Bannier） - 中心部の西
- サン＝マルク（Saint-Marc）、フォーブール・ブルゴーニュ（Faubourg Bourgogne）、アルゴンヌ・シュッドゥ（Argonne Sud）
- ラ・バリエール・サン＝マルク（La Barrière Saint-Marc）、ラ・フォンテーヌ（La Fontaine） - 北東
- アルゴンヌ（Argonne）、ネコタン（Nécotin）、ベルヌフ（Belneuf） - 北東
- ガール（Gare）、パストゥール（Pasteur）、サン＝ヴァンサン（Saint-Vincent） - 北部
- アカシア（Acacias）、ブロッシエール（Blossières）、ムーラン（Murlins） - 北部
- シャトーダン（Châteaudun）、フォーブール・バニエ（faubourg Bannier） - 北西
- マドレーヌ（Madeleine） - 西部
- サン＝マルソー（Saint-Marceau） - ロワール川南部
- オルレアン＝ラ＝スルス（La Source） - 南部

## 人口統計
2017年時点のコミューンの人口は116685人で、2012年当時の人口より2.1%増加した
| 1962年 | 1968年 | 1975年 | 1982年 | 1990年 | 1999年 | 2006年 | 2011年 | 2017年 |
| ------ | ------ | ------ | ------ | ------ | ------ | ------ | ------ | ------ |
| 84233  | 95828  | 106246 | 102710 | 105111 | 113126 | 113130 | 114185 | 116685 |

参照元:1962年から1999年までは複数コミューンに住所登録をする者の重複分を除いたもの。それ以降は当該コミューンの人口統計によるもの。1999年までEHESS/Cassini、2006年以降INSEE

## 経済
情報産業、電機産業、計測、製薬（サノフィ・アベンティス）、物流・ロジスティック、化粧品製造などの業種が盛ん。化粧品製造では、オルレアン近郊の"コスメティックバレー"に、ロレアルのほか、2013年11月に、パルファン・クリスチャン・ディオール、ゲラン、パルファン・ジバンシー、フレッシュなどLVMHグループの中核製造拠点「エリオス (Hélios) 研究開発センター」が設けられた。1992年からは日本の資生堂が進出するなど同業各社が香水工場などの製造拠点を設けている。

## 教育
- オルレアン大学 (Université d'Orléans) は、1306年に設立された中世大学の一校であったが、フランス革命期に全土の大学同様、廃止された。フランス第一帝政期の1808年から1815年の間、フランス帝国大学令の下、オルレアン大学区ないし教育区 (アカデミー) に人文学部と科学部が置かれた。1966年になって現在の新制オルレアン大学が設立された。

## 観光
- オルレアン大聖堂　-　正式名サン＝クロワ・ド・オルレアン大聖堂（オルレアンの聖十字架大聖堂）。オルレアン司教座所在地。前身の建物はユグノー戦争で破壊されたため、16世紀から工事を開始した。ジャンヌ・ダルク像やその生涯をモチーフにしたステンド・グラスで知られる。
- オテル・グロスロ（L’hôtel Groslot）　-　1555年完成。バイイ（bailli、代官）だったジャック・グロスロの邸宅。
- ジャンヌ・ダルクの家（La Maison de Jeanne d'Arc）　-　1429年4月24日から5月9日まで、実際にジャンヌが滞在した（元の建物は空爆で破壊されたため、現在のものは復元された物）。
- マルトロワ広場（Place du Martroi）　-　市のシンボル。ジャンヌ・ダルクの像がたつ。
- オルレアン美術館（Musée des beaux-arts d'Orléans）　-　美術館。ディエゴ・ベラスケスなどの作品を収蔵。
- オテル・カブ（Hôtel Cabu）　-　かつてメゾン・ド・ディアーヌ・ド・ポワチエとも呼ばれた。弁護士フィリップ・カブが1547年に建てた。現在はオルレアン考古学歴史博物館が入っている。

### サン・クロワ大聖堂

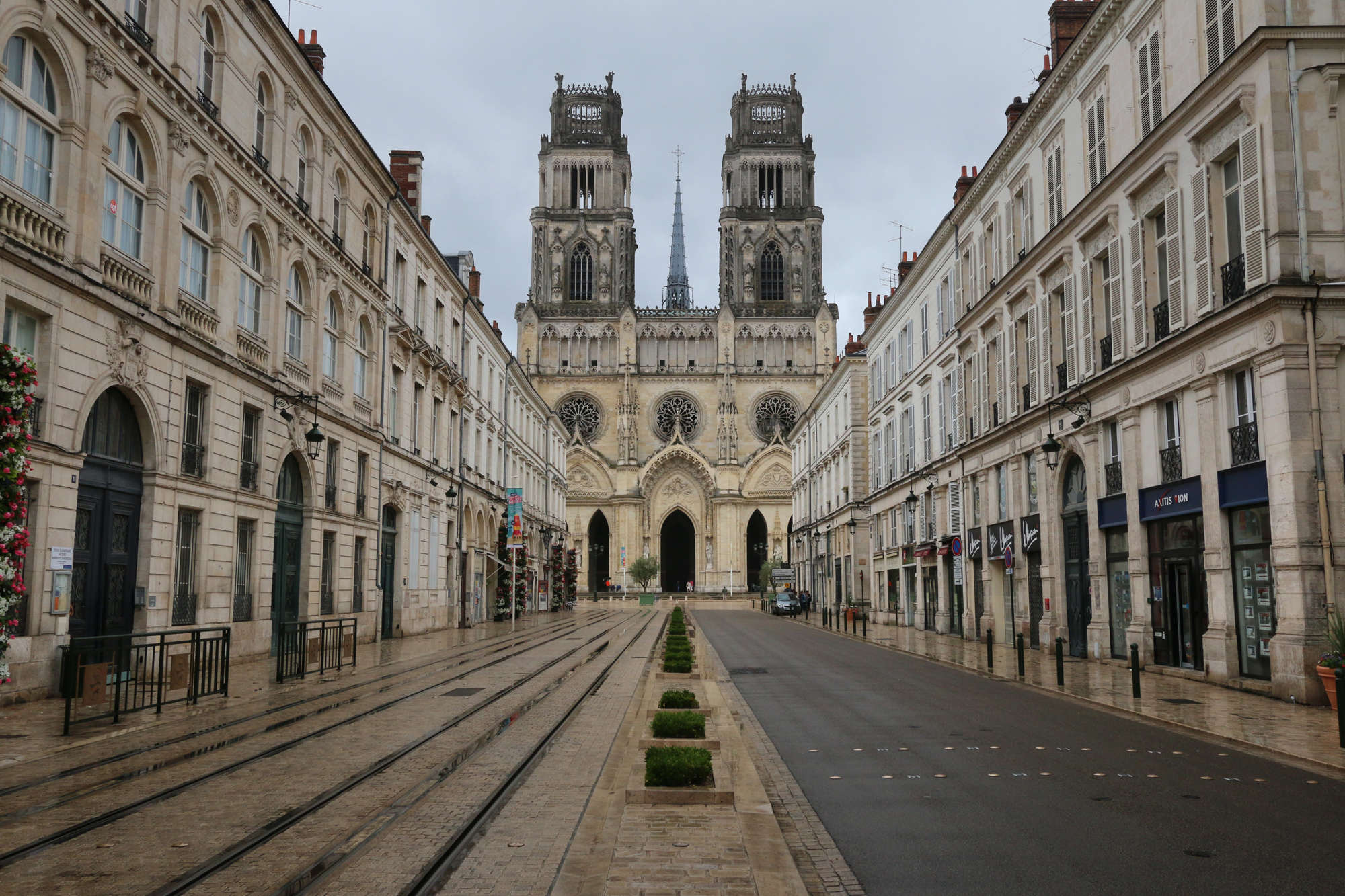
ジャンヌ・ダルク通りとサン・クロワ大聖堂
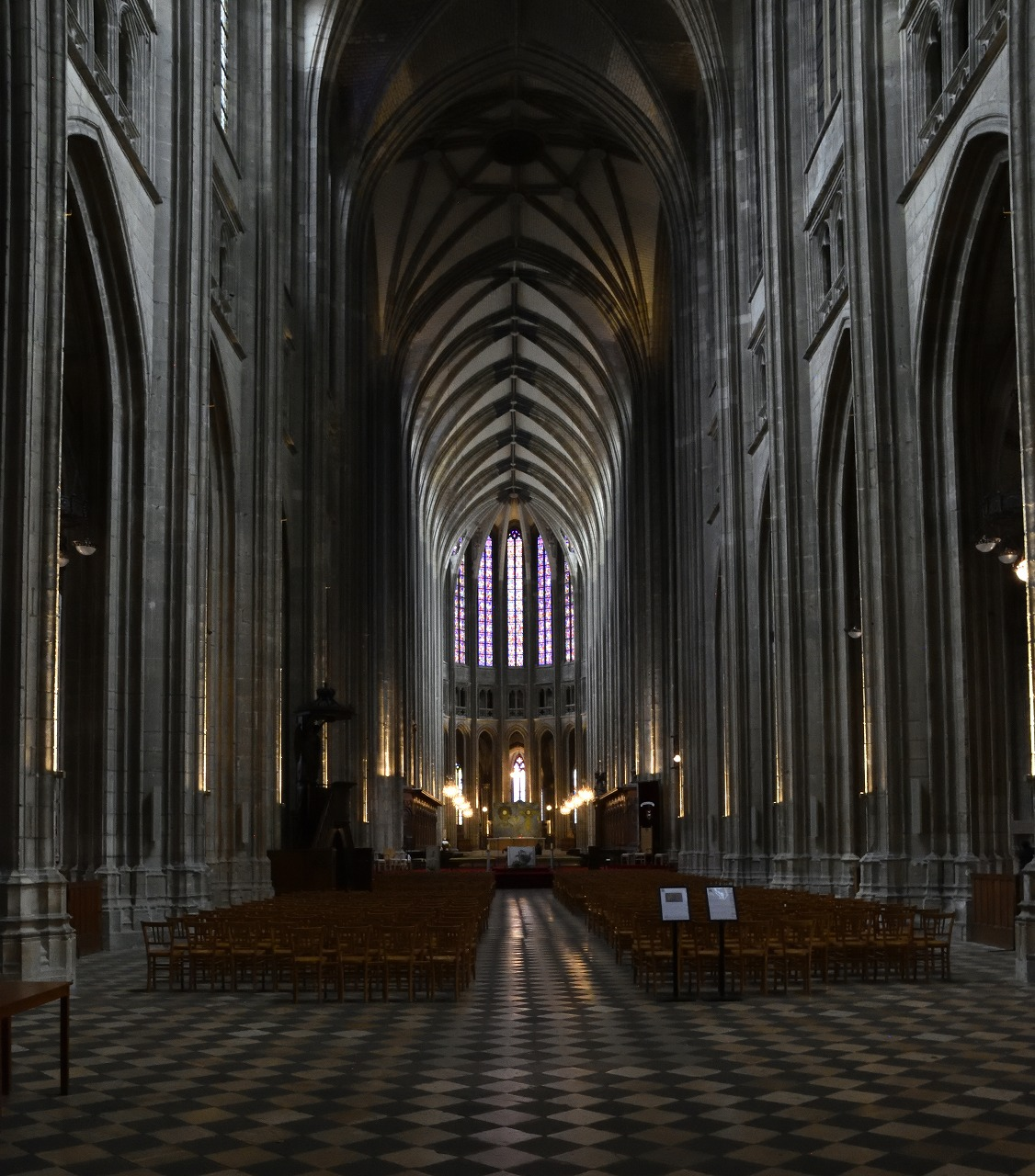
大聖堂内部
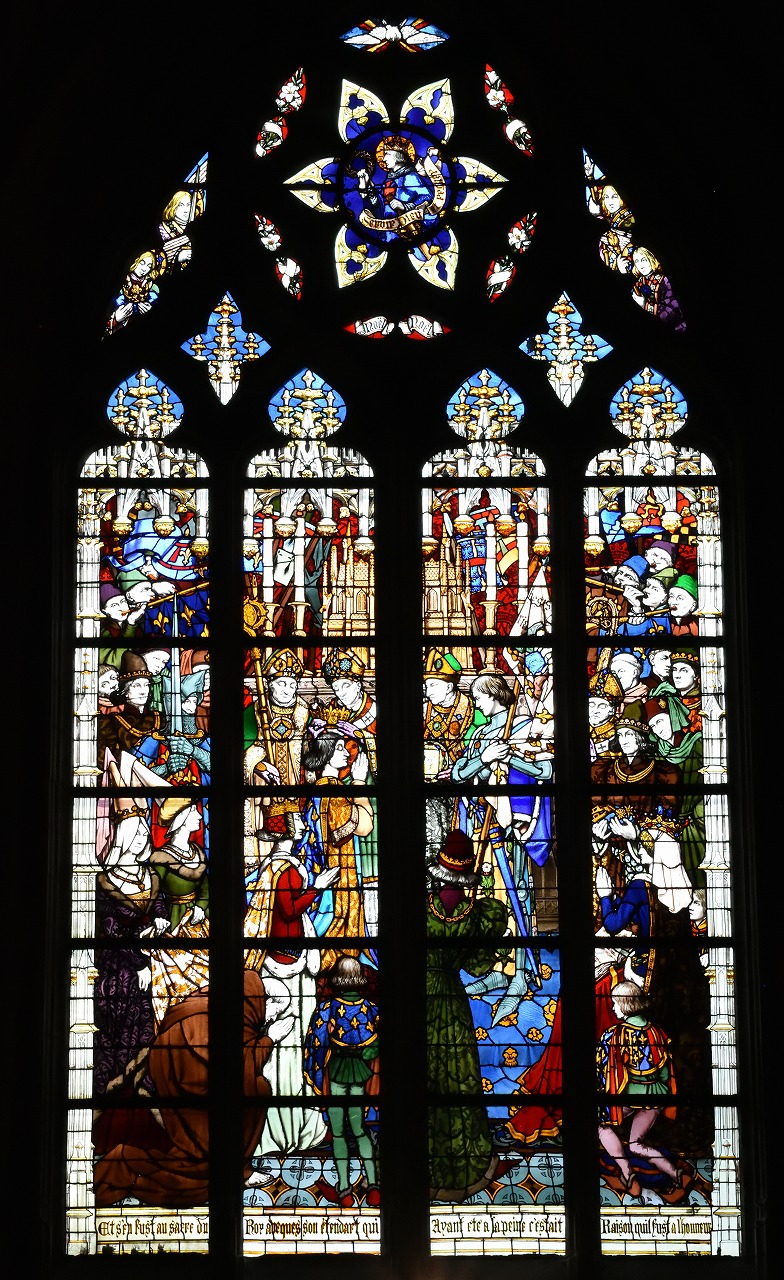
ジャンヌ・ダルクの生涯が描かれたステンドグラスの一枚。内容はランスでのシャルル7世の戴冠。

## 関係者
主な出身者
- シャルル・ペギー（画家）
- エリック・ゾンカ（映画監督）
- マリオン・コティヤール（女優） - パリ近郊（バンリュー）のアルフォールヴィル及びオルレアン近郊などに居住し、通学はオルレアン市内。

ゆかりある人物
- ジャン・カルヴァン（神学者、カルヴァン主義） - フランス革命期に廃止になった旧オルレアン大学（1966年に再興）で学んでいた。

## 姉妹都市・提携都市
| - ダンディー、スコットランド、1946年 - トレヴィーゾ、イタリア、1959年 - ミュンスター、ドイツ、1960年 - クリスチャンサン、ノルウェー、1973年 - ウィチタ、アメリカ合衆国カンザス州、1973年 - タラゴナ、スペイン、1978年 | - サン・フルール、フランス、ピュイ＝ド＝ドーム県、1986年 - 宇都宮、日本、1989年 - クラクフ、ポーランド、1992年 - パラクー、ベナン、1993年 - ルゴジ、ルーマニア、1994年 |

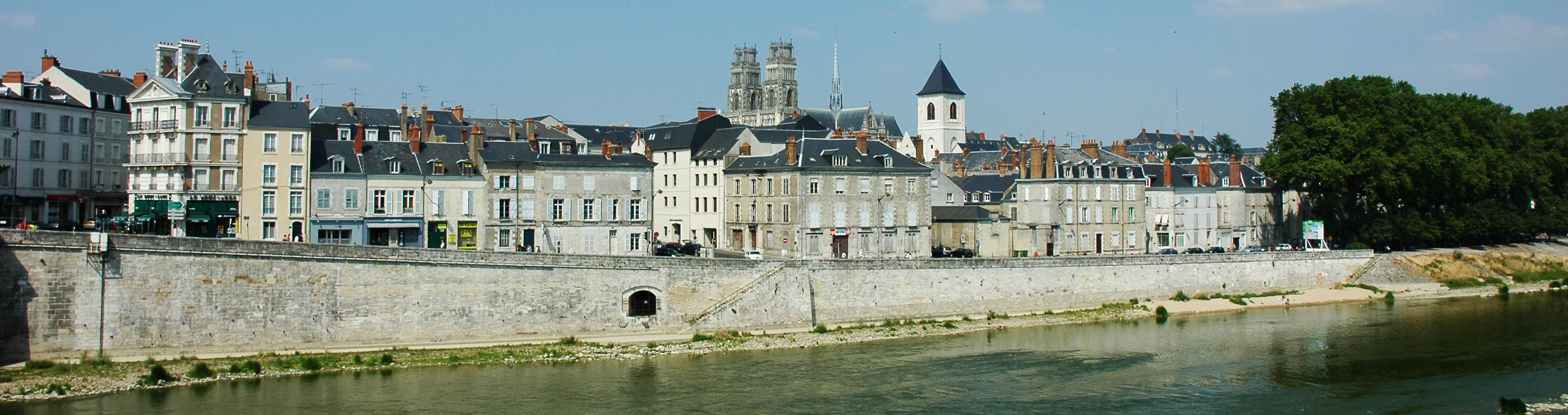
オルレアンのパノラマ